# محمد بن زيد بن المهاجر
محمد بن زيد بن المهاجر أحد رواة الحديث النبوي ، هو محمد بن زيد بن المهاجر بن قنفذ بن عمير بن جدعان التيمي ، قال عبد الله بن أحمد بن حنبل عن أبيه : شيخ ثقة وقال إسحاق بن منصور عن يحيى بن معين وأبو زرعة : ثقة وذكره ابن حبان في كتاب الثقات ، روى له الجماعة سوى البخاري.
روى الحديث عن عبد الله بن عمر بن الخطاب وإِبراهيم بن محمد بن طلحة بن عبيد الله وجابر بن سيلان وزيد بن المهاجر بن قنفذ وسالم بن عبد الله بن عمر وسعيد بن أبي سعيد المقبري وسعيد بن المسيب وطلحة بن عبد الله بن عوف وعاصم بن عبيد الله بن عاصم بن عمر بن الخطاب وعامر بن سعد بن أبي وقاص وعبد الله بن أبي أمامة بن ثعلبة وعبد الله بن عامر بن ربيعة وعمير مولى آبي اللحم ومحمّد بن المنكدر ومقسم والنعمان بن أبي عياش الزرقي وأبي أمامة بن ثعلبة وأبي سلمة بن عبد الرحمن بن عوف وأبي غطفان بن طريف المري وابن سيلان وأمه أم حرام
وروى عنه إِسماعيل بن جعفر وبشر بن المفضل وبكر بن مضر وحفص بن غياث وزهير بن محمد العنبري وعاصم بن عبد العزيز الأشجعي وعبد الله بن لهيعة وعبد الرحمن بن إسحاق المدني وعبد الرحمن بن عبد الله بن دينار وعبد العزيز بن محمّد الدراوردي وعبد الملك بن الحسن الجاري وعثمان بن الحكم الجذامي وعمرو بن بكر السكسكي وفضيل بن سليمان النميري ومالك بن أنس ومحمّد بن إسحاق بن يسار ومحمد بن إِسماعيل بن إِبراهيم بن محمد بن طلحة بن عبيد الله ومحمد بن أبي حميد المدني ومحمد بن عبد الرحمن بن أبي ذئب ومحمد بن مسلم بن شهاب الزهري.